# 文興進
文 興進（ムン・フンジン、朝鮮語: 문흥진, 英語: Heung Jin Moon, 1966年10月23日 - 1984年1月2日）は、世界基督教統一神霊協会（現・世界平和統一家庭連合）教祖の文鮮明と韓鶴子との間に生まれた次男。

## 概要
1983年12月22日、文興進の運転する車がニューヨーク州の凍結した高速道路で連結式トレーラートラックと衝突。翌1984年1月2日に死亡した。17歳没。
1984年2月20日、ニューヨークの統一教会ベルベディア修練院で、文興進と統一教会幹部の朴普煕の娘の朴薫淑の「霊魂結婚式」が開かれた。それとともに文鮮明は薫淑を養女にした。統一教会/統一協会はこの「霊魂結婚」を慶事とし、その命日を「愛勝日」とし、以後「興進様はお父様（文鮮明）の身代わりとして霊界に行き、霊界の王の王の立場になられた。地上でもお父様よりも偉い」と教えた。
1987年暮れ、アフリカ・ジンバブエの黒人青年に文興進が乗り移ったとされた。文鮮明もこれを事実と認めた。この黒人の「文興進」、すなわち「ブラックフンジン」はアメリカ合衆国に渡るなど世界歴訪を開始、同年末に来日して幹部を集め「霊界の言葉を伝える」修練会を開き、幹部達に罪の告白をさせた。日本統一教会会長の久保木修己と関連会社ハッピーワールド社長の古田元男は公金横領の罪でバットで何回も殴られた。その結果久保木は長い間悩んでいた腰痛が治った。幹部たちは罪滅ぼしに8日間断食をした。また「ハッピーワールドから日本人が物を買うことで日本が神や韓国に対して犯した罪が清算される」という、霊感商法を正当化する内容の「興進様の啓示」が販売局総務から全店舗宛に頻繁に流されるようになった。